# شچربینکا
شهر شچربینکا (به روسی: Щербинка) در کشور روسیه و در اوبلاست مسکو واقع شده‌است.